# Boat
Boat  es el primer álbum de estudio y álbum debut de la banda neerlandesa de rock: Pip Blom. Lanzado en mayo de 2019 por la discográfica británica Heavenly Recordings.
El álbum tuvo éxito con los sencillos "Don't Make It Difficult", "Say It" y "Daddy Issues" con un posicionamiento independiente en la escena del rock.
El álbum tiene elementos del indie pop, indie rock, twee pop y también se encuentran elementos ligados al post-punk y al garage rock.

## Lista de canciones
Todas las canciones escritas y compuestas por Pip Blom. 
| Boat  |                           |          |  |
| N.º   | Título                    | Duración |  |
| 1.    | «Daddy Issues»            | 04:25    |  |
| 2.    | «Don't Make It Difficult» | 03:38    |  |
| 3.    | «Say It»                  | 04:39    |  |
| 4.    | «Tired»                   | 03:35    |  |
| 5.    | «Bedhead»                 | 04:00    |  |
| 6.    | «Tinfoil»                 | 04:45    |  |
| 7.    | «Ruby»                    | 03:37    |  |
| 8.    | «Set of Stairs»           | 02:53    |  |
| 9.    | «Sorry»                   | 03:36    |  |
| 10.   | «Aha»                     | 04:20    |  |
| 39:28 |                           |          |  |

## Personal
- Pip Blom - vocal, guitarra
- Tender Blom - vocal de apoyo, guitarra
- Gini Cameron - batería
- Darek Mercks - bajo